# 田中いちえ
田中 いちえ（たなか いちえ、1983年3月18日 - ）は、日本のタレント、元グラビアアイドル。大阪府出身。元ワンエイトプロモーション所属。撮影会モデルとしても活動していたが、2016年3月を以って卒業。2016年4月に結婚を報告。

## 人物
- 趣味：鉄道旅行、ドクターイエロー、プラレール、韓国語、犬と遊ぶこと、犬観察
- 特技：アクション（殺陣）、ピアノ、エレキギター

## 出演

### テレビ
- シックスハンターII 〜最強魂への道のり〜（テレビ愛知）
- ウラネタ芸能ワイド 週刊えみぃSHOW（読売テレビ）
- らぶどん（朝日放送）
- あしたのG（フジテレビ）
- 恋のから騒ぎ（9期生）（日本テレビ系列）
- 水着少女（テレビ東京）
- クイズ!人生ゲーム（BS朝日）
- 新作「新・美味しんぼ」
- 山本耕史“スイートJAM”（BSジャパン）
- 相談バカ一代2（テレビ東京）

### 映画
- 電車男（2005年）

### CM
- 中部電力グループ  トーエネック
- アートコーポレーション
- 小林製薬
- ユーキャン

### Vシネマ
- 雪月花
- ストロベリーキラーズ BEGIN
- ストロベリーキラーズ RETURNS
- 爆炎戦隊 ブレイズファイブ PINK
- 爆炎戦隊 ブレイズファイブ BLUE
- 女戦闘員物語 NEXT INFILTRATION 潜入
- 女戦闘員物語 NEXT 脱出 ESCAPE
- Gigantic Heroine プリンセリア 巨大怪獣グヌバー編
- Gigantic Heroine プリンセリア 酋長怪獣モホークァ編
- バウンサー
- アストロガール

### インターネットTV
- ナマコマ「ありコンKIN」
- いちえとあきなのお部屋にお花を。NECBIGLOBEストリーム

### 鉄道関連
- ニコニコ生放送「鉄音アワーNET」出演
- USTREAM「三陸鉄道いいとこ生レポート」出演
- トークショー「鉄道のつどいinさいたま」（主催：さいたま市　共催：鉄道博物館　後援：JR東日本大宮支社）
- トークショー「鉄道のまちフェスタ in SAITAMA」（共催：さいたま市）
- トークショー「京急鉄道フェア2011」（主催：京急百貨店）
- 「鉄道フェスティバル2011 in SHIBUYA」（主催：東急百貨店）
- DMMライブトーク「近藤・南田の鉄と酒（仮）」
- 日本旅行主催 鉄道ツアー ゲスト出演 多数
- Webコミック 横見浩彦監修 鉄道旅行漫画「ヨコテツ〜横見浩彦鉄道旅行社〜」

## リリース作品

### DVD
- Tender Smile （ラインコミュニケーションズ・2004年10月）
- Tanaka Ichie （ビーエムドットスリー・2005年4月）
- イチエ イチゴ（アルドゥール・2007年10月）
- motif（グラッソ・2013年9月)

### 写真集
- それぞれの色彩 （彩文館出版・2001年2月）